# Welcome to Paradise
„Welcome to Paradise” – utwór amerykańskiego zespołu Green Day z wydanego w 1992 roku albumu Kerplunk!, która została ponownie nagrana na album Dookie (1994). Ukazała się na drugim singlu z tej płyty po Longview. Wersja z albumu Dookie pojawiła się na ich albumie z największymi przebojami z 2001 roku pt. International Superhits!.

## Spis utworów
1. "Welcome to Paradise" - 3:44
2. "Chump" (live) – 2:44
3. "Emenius Sleepus" (live) - 1:44

- (Utwór 2 nagrany: 11 Marca, 1994 podczas koncertu w Jannus Landing, St. Petersburg, Floryda)